# USS Mississinewa (AO-59)
USS Mississinewa (AO-59) var det första av två skepp i USA:s flotta att bära detta namn. AO-59 var ett trängfartyg. Skeppet sänktes av japanska styrkor utanför Chuuk under 1944. 2003 bärgades 10 miljoner liter olja från vraket. En sanering som amerikanska regeringen stod bakom.